# Molophilus apicidens
Molophilus apicidens är en tvåvingeart som beskrevs av Alexander 1951. Molophilus apicidens ingår i släktet Molophilus och familjen småharkrankar. Inga underarter finns listade i Catalogue of Life.